# Donatia novae-zelandiae
Donatia novae-zelandiae là một loài thực vật có hoa trong họ Stylidiaceae. Đây là một loài thực vật đệm chỉ được tìm thấy ở New Zealand và Tasmania, được Hook.f. mô tả khoa học đầu tiên năm 1852.
Tên thường gọi của loài này trong tiếng Anh là New Zealand Cushion hoặc Snow Cushion, tuy nhiên Snow Cushion cũng đề cập đến loài Iberis sempervirens. Về hình thái, Donatia novae-zelandiae có lá dày, dai tạo thành các vòng xoắn dày đặc, đây là một đặc điểm đặc trưng của loài cây cứng cáp thường tồn tại ở các vùng sinh khí hậu núi cao và cận núi cao.
Donatia novae-zelandiae là một trong hai loài thuộc chi Donatia, là chi duy nhất trong họ Donatiaceae (cũ). Tuy nhiên, tới khi hệ thống APG III được công bố năm 2009 thì họ Donatiaceae bị bãi bỏ, chi Donatia thuộc về họ Stylidiaceae.